# HMAS Canberra (D33)
El HMAS Canberra (D33) de la Royal Australian Navy fue un crucero pesado de la clase Kent, un lote de la clase County modificada. Fue puesto en gradas en 1925, botado en 1927 y asignado en 1928. Luchó en la II Guerra Mundial y fue hundido en 1942 durante la batalla de la isla de Savo.

## Construcción
Construido por John Brown Shipbuilding (Clydebank, Escocia), fue puesto en gradas en 1925, botado en 1927 y asignado en 1928.

## Historia de servicio

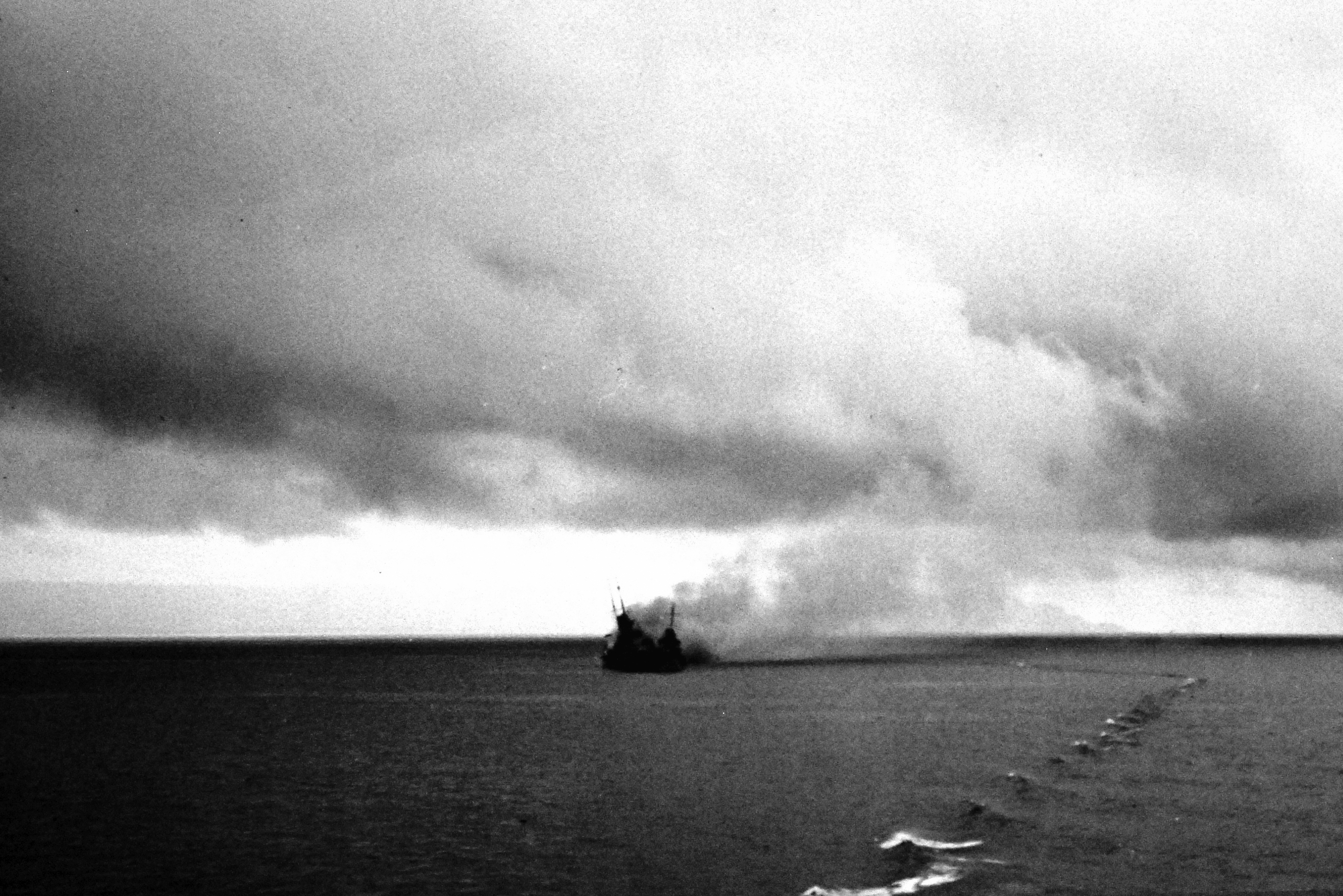
Hundimiento

En 1942 el crucero HMAS Canberra fue parte de la fuerza estadounidense en Guadalcanal (islas Salomón). Sufrió graves averías durante la batalla de la isla de Savo y el 9 de agosto el crucero se hundió.
En su honor la Armada de los Estados Unidos bautizó al crucero pesado USS Canberra comisionado en 1943.